# Хутба
Ху́тба (араб. خطبة‎) — мусульманская молитва, а также речь, выступление или проповедь, совершаемые имамом во время пятничного полуденного богослужения в мечети, по праздникам (Курбан-байрам, Ураза-байрам), а также в особых случаях (дарование победы мусульманской армии, избавление от голода, засухи, неурожая, эпидемий и т. п.).

## История
Первые хутбы (проповеди) произносились пророком Мухаммадом среди своих соплеменников. В них он призывал отказаться от поклонения идолам и уверовать в Единого Бога — Аллаха. После переселения в Медину характер проповедей изменился. В них стали преобладать вопросы решения индивидуальных или социальных проблем мусульман. Проповеди, произносимые Пророком в различных случаях, особенно перед пятничной молитвой и и после праздничных молитв, включены в различные сборники хадисов. Одна из известных проповедей — это проповедь, произнесённая пророком Мухаммадом во время своего прощального паломничества.
В Средневековье хутбой была также молитва о здравии местного правителя и халифа.
В опубликованном в 2014 году социологическом исследовании сотрудников «Центра национального диалога» при университете короля Абдул-Азиза (Саудовская Аравия) сообщается, что чуть больше половины опрошенных не запоминают содержание хутб, а более двух третей говорят, что пятничные проповеди влияют на их жизнь. Около трети участников опроса считают, что проповедники стимулируют их к позитивному поведению в личной и общественной жизни.

## Порядок совершения
Хутба обычно начинается с прославления Аллаха и его пророка. Пятничная хутба состоит из двух частей, которые разделяются сидением имама на минбаре. Опытный имам-хатыб часто облекает проповедь в форму рифмованной прозы.